# 山东省潍坊第一中学
山东省潍坊第一中学，简称潍坊一中或潍一中，是一所成立于1913年的高中学校，其历史可追溯至创办于1759年的潍阳书院。现位于山东省潍坊市高新区，校舍占地面积共1259亩，2023年有在校生约5000人。

## 历史沿革
潍坊一中的前身为1913年创建的潍县县立中学，位于潍阳书院旧址，占地面积约1100平方米，1923年改名为潍县县立初级中学，简称县中。1937年末，日军占领潍县县城，县立中学解散。1939年，国民政府和日伪政府分别重建潍县县立中学，其中国民政府重建的县中位在潍北乡村地带，设有本部和十余处分校，校本部位于西里疃村（今属寒亭区）；日伪政府则在原县立中学旧址重建，并招收三个班。
1945年抗战胜利后，潍北乡村和县城中分立的两个县立中学合并为省立潍县中学。1946年，省立潍县中学迁往坊子，潍县县城的校原址又建县立潍县中学。1948年，潍县战役爆发，中国人民解放军攻克潍县，此后位于坊子的省立潍县中学迁回潍县，并和县立潍县中学合并为潍坊特别市立联合中学。
1950年，潍坊特别市立联合中学改名山东省潍坊中学，并迁往潍县旧文庙（在今潍城区东风街以北，亚星桥西首）。1952年，改名为山东省潍坊第一中学，即今名。1954年，潍坊一中前迁往东关门外。1969年7月，改称山东省潍坊市拖拉机配件厂五七学校。1970年10月，恢复校名山东省潍坊第一中学。2005年，学校迁往潍坊高新区，即今址。
潍坊一中校园内除参加中国高考的普通高中部外，还设有提供加拿大卑诗省高中课程的潍坊一中国际部。

## 校园环境
潍坊一中现校区位于潍坊高新区，占地面积约84万平方米，其中建筑面积22万平方米。校区由同济大学建设设计学院、清华大学建筑设计院等设计，2003年开工建设，2007年完全竣工:345。

## 著名校友
- 郭味蕖：国画家、美术史论家和教育家
- 李群：文化和旅游部副部长、国家文物局局长
- 邢慧娜：2004年雅典奥运会田径女子10000米冠军
- 马洪涛：中央广播电视总台央视财经频道主持人